# Kentaro Suzuki
Kentaro Suzuki (鈴木 健太郎 Suzuki Kentaro?), född 2 juni 1980 i Hokkaido prefektur, är en japansk före detta fotbollsspelare.
Suzuki började sin karriär 1999 i Bellmare Hiratsuka (Shonan Bellmare). Efter Shonan Bellmare spelade han för Montedio Yamagata, Tokyo Verdy, Albirex Niigata och Ventforet Kofu. Han avslutade karriären 2007.